# بیکه، اتیوپی
بیکه (به لاتین: Bike) یک شهرک در اتیوپی است که در منطقه سومالی واقع شده‌است. بیکه ۹٬۱۹۷ نفر جمعیت دارد و ۱٬۱۱۶ متر بالاتر از سطح دریا واقع شده‌است.